# Dong Huang
Pour les articles homonymes, voir Huang.
Dong Huang (? - 22 mai 192), neveu de Dong Zhuo. Lorsque Dong Zhuo se trouva à Chang'an, il fut nommé Conseiller de la Cour et reçut la commande de l’Armée Centrale des Troupes de Cérémonies. Il vécut par après dans la luxure et la splendeur de la ville de Mei érigée par Dong Zhuo. En l’an 192, après l’assassinat de Dong Zhuo, Lu Bu se rendit à Mei et Dong Huang, comme tous les membres de la famille Dong, fut mis à mort. Sa tête fut ensuite exposée publiquement. 

## Informations complémentaires

### Autres articles
- Chroniques des Trois Royaumes
- Dynastie Han